# Edward Van Sloan

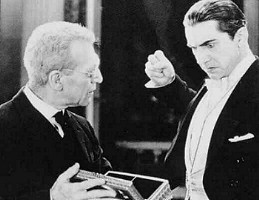
Edward Van Sloan ca profesorul Abraham Van Helsing (în stânga) și Bela Lugosi ca Dracula în filmul Dracula din 1931

Edward Van Sloan (n. 1 noiembrie 1882, Chaska⁠(d), Minnesota, SUA – d. 8 martie 1964, California, SUA) a fost un actor american.  Este cel mai cunoscut pentru rolurile sale din filmele Universal Horror cum ar fi Dracula (1931), Frankenstein (1931) sau Mumia (1932). A fost căsătorit cu Myra Jackson (1911–1960). Edward Van Sloan a decedat în 1964 în California, la 81 de ani.

## Filmografie
- Slander (1916) – Joseph Tremaine (debut actoricesc în film)
- Dracula (1931) – Professor Van Helsing
- Frankenstein (1931) – Dr. Waldman
- Behind the Mask (1932) – Dr. August Steiner
- Man Wanted (1932) – Mr. Walters
- The Last Mile (1932) – Rabbi
- The Death Kiss (1932) – Tom Avery
- The Mummy (1932) – Dr. Muller
- Baby Face (1933) – Jameson –   Director de bancă
- Manhattan Melodrama (1934) – Yacht Capt. Swenson
- The Scarlet Empress (1934) – Herr Wagner
- The Man Who Reclaimed His Head (1934) – Board Director
- The Last Days of Pompeii (1935) – Calvus
- The Story of Louis Pasteur (1936) – Chairman at Medical Society
- Dracula's Daughter (1936) – Professor Von Helsing
- Sins of Man (1936) – Austrian Army Doctor
- The Road Back (1937) – President
- Souls at Sea (1937) – Ship's Officer
- Storm Over Bengal (1938) – Maharajah of Lhanapur
- The Phantom Creeps (1939) – Jarvis
- Abe Lincoln in Illinois (1940) - Dr. Barrett
- Teddy, the Rough Rider (1940, Short) - Elihu Root
- Before I Hang (1940) – Dr. Ralph Howard
- Virginia (1941) – Minister
- The Monster and the Girl (1941) Dave – the Warden
- Mission to Moscow (1943) – German Diplomat in Berlin
- Riders of the Rio Grande (1943) – Pop Owens
- The Song of Bernadette (1943) – Doctor
- Captain America (1944) – Gregory
- The Conspirators (1944) – Dutch Underground Leader
- The Mask of Diijon (1946) – Sheffield
- A Foreign Affair (1948) – German
- Sealed Verdict (1948) – Priest
- The Underworld Story (1950) – Minister at Funeral (ultimul său rol de film)

## Legături externe
- Edward Van Sloan la Internet Movie Database
- en Edward Van Sloan la Internet Broadway Database
- „Edward Van Sloan”. Find a Grave. Accesat în 3 septembrie 2010.

## Vezi și
- Listă de actori americani